# Dańków (gromada w powiecie skierniewickim)
Dańków – dawna gromada, czyli najmniejsza jednostka podziału terytorialnego Polskiej Rzeczypospolitej Ludowej w latach 1954–1972.
Gromady, z gromadzkimi radami narodowymi (GRN) jako organami władzy najniższego stopnia na wsi, funkcjonowały od reformy reorganizującej administrację wiejską przeprowadzonej jesienią 1954 do momentu ich zniesienia z dniem 1 stycznia 1973, tym samym wypierając organizację gminną w latach 1954–1972.
Gromadę Dańków siedzibą GRN w Dańkowie utworzono – jako jedną z 8759 gromad na obszarze Polski – w powiecie skierniewickim w woj. łódzkim, na mocy uchwały nr 39/54 WRN w Łodzi z dnia 4 października 1954. W skład jednostki weszły obszary dotychczasowych gromad Dańków, Byki, Franklin, Niemirowice, Orla Góra, Podlesie i Rzeczków, ponadto parcelacja Błażejowice, kolonia Błażejowice A, kolonia Błażejowice B i parcelacja Błażejewka z dotychczasowej gromady Błażejowice oraz część dotychczasowej gromady Wilcze Piętki (położona na południe od drogi Dańków-Jakubów), obejmująca parcelację Galinki I, wieś Wilcze Piętki i kolonię Galinki II – ze zniesionej gminy Dańków w powiecie skierniewickim; a także obszar dotychczasowej gromady Aleksandrów ze zniesionej gminy Marianów w powiecie rawskim i obszar dotychczasowej gromady Podsętkowice ze zniesionej gminy Stara Wieś tamże. Dla gromady ustalono 17 członków gromadzkiej rady narodowej.
31 grudnia 1961 do gromady Dańków przyłączono obszar zniesionej gromady Grzymkowice.
Gromada przetrwała do końca 1972 roku, czyli do kolejnej reformy gminnej.